# باشگاه ورزشی مغرب فاسی
باشگاه ورزشی مغرب فاسی (عربی: المغرب الرياضي الفاسي‎) یک باشگاه فوتبال و بسکتبال در کشور مراکش است.
این باشگاه در شهر فاس قرار دارد در سال ۱۹۴۶ تأسیس و سابقه ۴ قهرمانی در لیگ دسته اول فوتبال مراکش و ۴ قهرمانی در جام حذفی فوتبال مراکش در کارنامه دارد.